# أليكس تسولي
أليكس تسولي مواليد 5 يوليو 1968 في ويل، هو دراج سويسري في صنف سباق الدراجات على الطريق. شارك في دورة الألعاب الأولمبية الصيفية.

## سباقات أو مراحل فاز بها
- طواف إسبانيا
- بطولة العالم لسباق الدراجات على الطريق
- طواف سويسرا
- طواف إيطاليا

## روابط خارجية
- أليكس تسولي على موقع أرشيف الدراجات (الإنجليزية)
- أليكس تسولي على موقع إحصائيات الدراجات الإحترافية (الإنجليزية)
- أليكس تسولي على موقع نسبة الدراجات (الإنجليزية)
- أليكس تسولي على موقع CycleBase (الإنجليزية)
- أليكس تسولي على موقع أوليمبيديا (الإنجليزية)